# Communauté de communes du Doustre et du Plateau des Étangs
La communauté de communes du Doustre et du Plateau des Étangs est une ancienne communauté de communes française, située dans le département de la Corrèze et la région Nouvelle-Aquitaine.

## Composition
Elle regroupe 7 communes :
| Nom                        | Code Insee | Gentilé           | Superficie (km2) | Population (dernière pop. légale) | Densité (hab./km2) |
| -------------------------- | ---------- | ----------------- | ---------------- | --------------------------------- | ------------------ |
| La Roche-Canillac (siège)  | 19174      |                   | 3,02             | 151 (2014)                        | 50                 |
| Champagnac-la-Prune        | 19040      | Champagnacois     | 13,27            | 164 (2014)                        | 12                 |
| Clergoux                   | 19056      | Clergousiens      | 16,11            | 404 (2014)                        | 25                 |
| Gros-Chastang              | 19089      | Gros-Chastagniers | 13,37            | 176 (2014)                        | 13                 |
| Gumond                     | 19090      | Gumontois         | 9,87             | 97 (2014)                         | 9,8                |
| Saint-Bazile-de-la-Roche   | 19183      | Saint-Bazilois    | 7,16             | 123 (2014)                        | 17                 |
| Saint-Pardoux-la-Croisille | 19231      |                   | 16,36            | 175 (2014)                        | 11                 |